# بيلكونين يونايتد
بيلكونين يونايتد هو نادي كرة قدم أسترالي